# Explorer 1
Explorer 1 – pierwszy amerykański sztuczny satelita Ziemi wystrzelony w ramach obchodów Międzynarodowego Roku Geofizycznego. Był pierwszym na świecie satelitą naukowym. Został wystrzelony po dwóch pierwszych satelitach Związku Radzieckiego, Sputnik 1 i 2, co pokazało, że Stany Zjednoczone włączają się do wyścigu kosmicznego.
Explorer 1 odkrył schwytane w ziemskim polu magnetycznym promieniowanie, nazwane później pasami Van Allena, na cześć głównego naukowca zajmującego się analizą danych promieniowania kosmicznego – Jamesa A. Van Allena.

## Opis misji

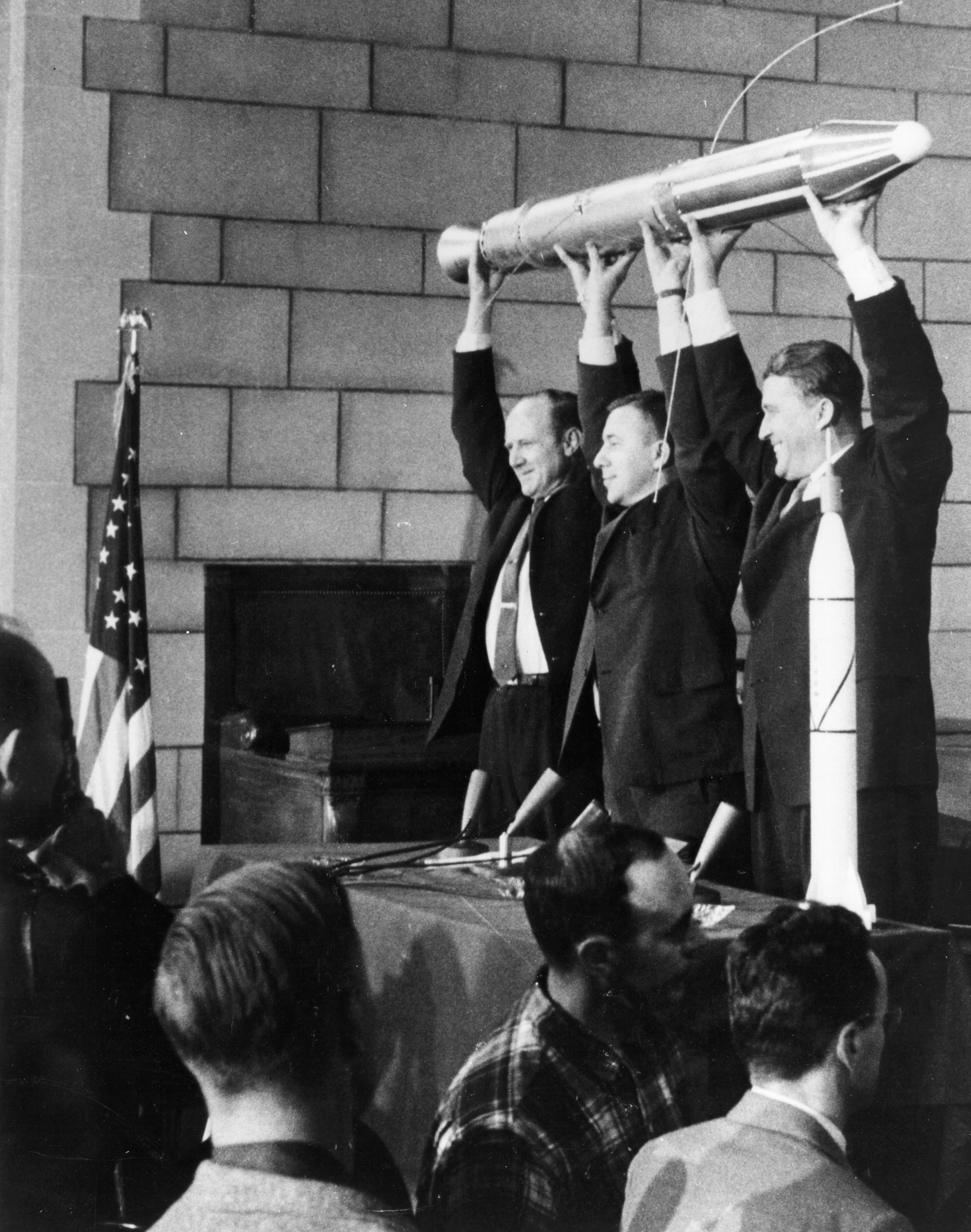
William Pickering, James Van Allen oraz Wernher von Braun z modelem satelity na konferencji w Waszyngtonie po umieszczeniu jej na orbicie

Prace nad satelitą rozpoczęły się już w grudniu 1954 roku. Plan misji opracowywała Army Ballistic Missile Agency (Wojskowa Agencja Pocisków Balistycznych, ABMA), a sam satelita był projektowany przez Laboratorium Napędów Rakietowych (Jet Propulsion Laboratory).
W rezultacie powstał satelita mierzący 2,03 m długości i 15,24 cm średnicy (z antenami włącznie). Ważył on tylko 14 kilogramów – USA były bowiem wtedy liderem miniaturyzacji. Z drugiej strony, masa Explorera 1 musiała być mniejsza od radzieckiego Sputnika 1, gdyż mniejsza była nośność rakiety nośnej. Po wystrzeleniu Sputnika 2 zespół składający się z grupy von Brauna i podobnej grupy z JPL w Kalifornii, kierowanej przez Williama Pickeringa, otrzymał zgodę na wystrzelenie pierwszego amerykańskiego satelity. Pickering i Ernst Stuhlinger, jeden z kierowników z grupy von Brauna, świadomi niepewności sukcesu Vanguarda, przekonali Jamesa Van Allena, by pakiet instrumentów przygotowanych dla Vanguarda uczynił kompatybilnym z Jupiterem C. Okazało się to fortunnym przedsięwzięciem. Explorer o sześciokrotnie mniejszym ładunku użytkowym niż Sputnik 1, pozwolił dokonać ważnego odkrycia znanego obecnie pod nazwą pasów radiacyjnych Van Allena.
Start Explorera 1 był okryty tajemnicą. Rakietę nośną umieszczono na stanowisku w nocy, by nie przyciągać uwagi. Górne stopnie zostały zakryte tak, że dla każdego stojącego na pobliskiej plaży wszystko wyglądało jak kolejne testy przeprowadzane przez ABMA. Od 24 stycznia 1958, na kilka dni przed startem, prasa zaczęła otrzymywać sprawozdania z klauzulą, że żadne informacje nie mogą zostać opublikowane przed startem.
Pierwsza próba startu odbyła się 29 stycznia, ale została odwołana z powodu niekorzystnych wiatrów. W zespole zapanowała atmosfera napięcia. Powtórny start Vanguarda TV3BU został zaplanowany na 3 lutego 1958 roku, co oznaczało, że ABMA musi wystrzelić Juno do 31 stycznia 1958, albo straci kolejkę. Misję Vanguard ciągle traktowano priorytetowo, a ponieważ amerykańskie stacje śledzące nie były w stanie namierzać jednocześnie dwóch satelitów, należało zachować trzydniowy odstęp pomiędzy startami rakiet konkurencyjnych zespołów. A więc ABMA zostało już tylko czterdzieści osiem godzin. W czwartek 30 stycznia 1958 huraganowy wiatr wywołany prądem strumieniowym znad Atlantyku nie pozwolił na start. Druga próba została przerwana na godzinę przed startem z tego samego powodu.
W końcu 31 stycznia 1958 roku o godz. 22:47 EST (godz. 3:47 dnia 1 lutego 1958 roku czasu uniwersalnego). Explorer został wystrzelony ze stanowiska 26A mimo kilku drobnych problemów technicznych. Po uruchomieniu silników pierwszego stopnia Juno po 14,75 sekundy opuściła platformę startową. Po 412 sekundach łącznego działania wszystkich silników Explorer uzyskał prędkość 8180 m/s wchodząc na orbitę, której początkowe perygeum wynosiło 352 km, apogeum 2550 km, a czas jednego okrążenia Ziemi wynosił 115 minut. Świadkami startu było około 100 specjalnie zaproszonych reporterów.
Satelita, znany do tej pory jako Satelita 1958 Alpha, otrzymał nową nazwę po udanym wejściu na orbitę. Spośród kilku propozycji wybrano nazwę Explorer, zaproponowaną przez Richarda Hirscha, członka Komitetu ds. Przestrzeni Kosmicznej przy Narodowej Radzie Bezpieczeństwa (National Security Council). Według innej wersji „Deal”, tymczasowa nazwa satelity, po potwierdzeniu wejścia na orbitę, została zmieniona. Nad nową nazwą, pasującą do celów propagandowych, debatowano wcześniej na najwyższym szczeblu. Jako ukłon w stronę ówczesnych obywateli świata generał Medaris proponował „Highball”. Sekretarz wojsk lądowych preferował „Topkick”, natomiast nazwę „Explorer” miał wybrać prezydent Eisenhower.
Do łączności z satelitą założono cztery stacje pomiarowe orbity satelity: na przylądku Canaveral na Florydzie, w Earthquake Valley koło San Diego, w Ibadan w Nigerii i w Singapurze. Stacje te były zaopatrzone w odbiorniki Mikroloch, które automatycznie dopasowywały się do częstotliwości nadajnika, mierząc jednocześnie odchylenie częstotliwości w miejscu odbioru i umożliwiały obliczenie prędkości satelity. Podobnie jak Korolow, cztery miesiące wcześniej, generał Bruce Medaris musiał czekać ponad półtorej godziny czy Explorer nabrał dostatecznego pędu, żeby pozostać na orbicie. Zgodnie z obliczeniami von Brauna sygnał na Zachodnim Wybrzeżu powinien zostać odebrany po 100 minutach od wystrzelenia (o godzinie 0:30). Po pełnym niepokoju oczekiwaniu o godzinie 0:45 czasu miejscowego stacja Goldstone w Earthquake Valley usłyszała sygnał z Explorera. Dla wszystkich stało się jasne, że ciąg silników Juno musiał okazać się większy, niż zakładano, wskutek czego Explorer poruszał się po znacznie większej orbicie, co wyjaśniło, dlaczego dotarł z opóźnieniem nad Kalifornię, ale zarazem gwarantowało, że będzie krążył wokół Ziemi przez wiele lat. Stany Zjednoczone wkroczyły w erę kosmiczną.
Przed godziną pierwszą w nocy Biały Dom wydał oświadczenie dla prasy odnotowujące sukces satelity, podkreślając jego olbrzymie znaczenie dla nauki, ale ani słowem nie wspomniał o roli jaką w jego wystrzeleniu odegrały wojska lądowe. Również prezydent Dwight Eisenhower pominął je w liście gratulacyjnym przesłanym do National Science Foundation. O godzinie 1:30 Van Allen, von Braun i Pickering wkroczyli na scenę w National Academy of Sciences z dwoma rekwizytami przygotowanymi z myślą o fotoreporterach – pełnowymiarową kopią satelity i modelem rakiety Juno, na którym widniał wykonany dużymi literami napis „US Army”. Ich zdjęcie z trzymanym w górze na wyciągniętych rękach modelem Explorera obiegło cały świat.
W Huntsville w Alabamie na terenie ośrodka rakietowego uroczystość dla uczczenia wystrzelenia satelity zgromadziła od 15 000 do 20 000 ludzi. Generał Medaris przyjął defiladę wojskową i urządzono publiczny pokaz ze startu rakiety Juno z Explorerem.

## Budowa i działanie

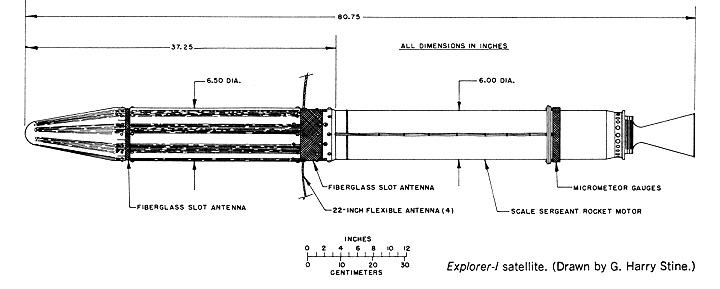
Szkic satelity

Stabilizowany obrotowo, obracał się wzdłuż własnej długiej osi z prędkością 750 obrotów na minutę. Dane były rejestrowane na taśmie magnetycznej. Z rejestratora przesyłano je na Ziemię drogą radiową. Służyły temu dwa nadajniki: pierwszy o mocy 60 mW pracujący na częstotliwości 108,03 MHz i drugi o mocy 20 mW działający na częstotliwości 108 MHz. Statek posiadał dwie anteny, które rozkładały się i były utrzymywane w takiej pozycji, pod wpływem ruchu obrotowego satelity.
Przedział z instrumentami był pomalowany na przemian białą i ciemnozieloną farbą. Dzięki temu w pasywny sposób utrzymywano odpowiednią temperaturę wewnątrz pojazdu. Proporcje powierzchni pasów jasnych i ciemnych ustalono na podstawie docelowej orbity i panujących tam warunków.
Zasilanie w prąd elektryczny zapewniały baterie niklowo-kadmowe. Stanowiły ok. 40% masy całego Explorera 1. Zapas energii wystarczyć miał na 31 dni pracy nadajnika dużej mocy i 105 dni nadajnika małej mocy.

## Ładunek

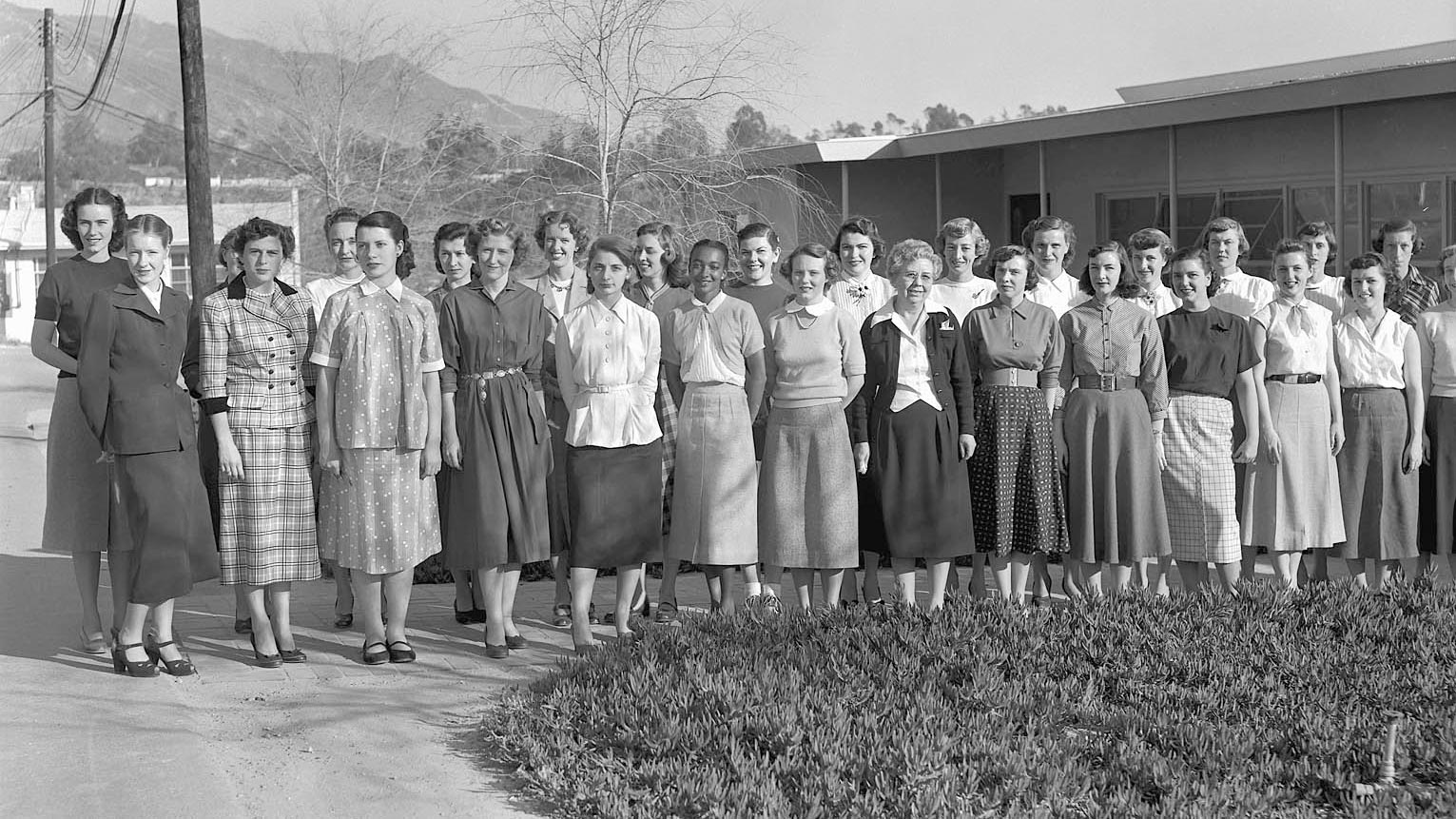
Grupa kobiet, które dokonały obliczenia trajektorii lotu satelity

Ładunek statku stanowiły:
- eksperyment promieniowania kosmicznego – licznik Geigera-Müllera zbudowany przez zespół z Uniwersytetu Iowa, pod przewodnictwem prof. Jamesa A. Van Allena. Licznik nadawał impulsy po każdych 32 trafieniach przez cząstki promieniowania kosmicznego[2].
- trzy detektory mikrometeoroidów – zbudowane przez Air Force Cambridge Research Center (Centrum Badań Sił Powietrznych w Cambridge). licznik składał się z mikrofonu, rejestrującego uderzenia cząstek materii. Ponadto dla ustalenia wielkości cząstek umieszczono na zewnątrz zestaw 12 siatek wykonanych z cienkiego drutu, zniszczenie których przez mikrometeoroidy o średnicy większej niż 0,005 milimetra ulegało rejestracji[2].
- cztery bardzo czułe termometry wewnętrzne – do badania temperatury statku, zbudowane przez JPL. Umieszczone po jednym wewnątrz i zewnątrz ścian cylindrycznego pojemnika na instrumenty, kolejny pomiędzy instrumentami i ostatni w stożkowej, przedniej części satelity. Termometry służyły do mierzenia wewnętrznej i zewnętrznej temperatury, w czasie gdy satelita był oświetlony promieniami Słońca i gdy przebywał w cieniu Ziemi[2].
- dwa małe nadajniki, których masa wraz z bateriami chemicznymi wynosiła około 900 gramów[2].
Za pomocą tych przyrządów van Allen wykrył otaczający Ziemię pas promieniowania o dużym natężeniu, utrzymywanego przez ziemskie pole magnetyczne. Odkrycie miało tym większe znaczenie, że Sowieci nie zdołali go dokonać. W ZSRR był specjalista od promieni kosmicznych, Siergiej Wiernow, który zainstalował podobne urządzenia na pokładzie Sputnika 2. Jednak Związek Radziecki nie dysponował ogólnoświatową siecią śledzenia i posiadał stacje naziemne tylko na własnym terytorium. Kiedy Sputnik 2 znajdował się w zasięgu tych stacji, znajdował się na małej wysokości, poniżej strefy promieniowania. Gdy znajdował się na dużej wysokości, przyrządy rejestrowały promieniowanie, ale wtedy satelita przebywał poza terytorium Związku Radzieckiego, po przeciwnej stronie globu. Sygnały były jednak odbierane przez radiooperatorów w Australii i Ameryce Południowej. Odebrane informacje wskazywały na istnienie pasa promieniowania. Ze względu na tajemnicę Kreml nie ustalił z innymi krajami, żeby przekazywały odbierane dane. Gdyby Sowietom mniej zależało na tajemnicy, wówczas pas promieniowania nazywałby się pasem Wiernowa[10].